# Karwinskia
Karwinskia là một chi thực vật có hoa thuộc họ Táo (Rhamnaceae). Chi này được Joseph Gerhard Zuccarini mô tả khoa học lần đầu tiên năm 1832, công bố tại Flora oder allgemeinen botanischen Zeitung và Abhandlungen der Mathematisch-Physikalischen Classe der Königlich Bayerischen Akademie der Wissenschaften, nhưng hiện nay người ta coi công bố trong Flora có độ ưu tiên cao hơn, do nội dung về Karwinskia của Flora là giản lược hơn so với công bố trong Abhandlungen nên có lẽ nó đã được Zuccarini gửi đi in trước.
Trong Abhandlungen Zuccarini bổ sung mô tả chi tiết cho K. gladulosa thu thập ở Mexico, cũng như chính thức xác định Rhamnus humboldtiana chính là K. humboldtiana. Tuy nhiên, hiện nay người ta vẫn chưa dung giải được K. gladulosa có phải là một loài thực sự hay không.

## Từ nguyên
Karwinskia được đặt theo tên bá tước kiêm nhà thực vật học người Áo gốc Đức Wilhelm Friedrich von Karwinsky von Karwin (1780-1855).

## Các loài
Chi này chứa 19 loài đã biết, với khu vực phân bố từ Texas, Mexico qua Trung Mỹ tới Colombia, Venezuela; cũng như tại Cuba và Hispaniola; trong đó sự đa dạng loài lớn nhất tại Mexico và Cuba.
- Karwinskia angustata Borhidi & O.Muñiz, 1977: Cuba.
- Karwinskia bicolor (Britton & P.Wilson) Urb., 1924: Cuba.
- Karwinskia calderonii Standl., 1923: Từ miền tây Mexico tới Nicaragua, Costa Rica.
- Karwinskia caloneura Urb., 1926: Hispaniola.
- Karwinskia colombiana Dugand & M.C.Johnst., 1966: Colombia.
- Karwinskia humboldtiana (Willd. ex Schult.) Zucc., 1832: Texas, Mexico, tây bắc Venezuela.
- Karwinskia johnstonii R.Fernández., 1988: Trung và tây nam Mexico.
- Karwinskia latifolia Standl., 1923: Bắc và tây Mexico.
- Karwinskia mollis Schltdl., 1842: Mexico.
- Karwinskia oblongifolia (Britton & P.Wilson) Urb., 1924 không Rusby, 1927: Cuba.
- Karwinskia orbiculata (Britton & P.Wilson) Urb., 1924: Cuba.
- Karwinskia pluvialis A.Pool, 2014: Costa Rica tới miền tây Panama.
- Karwinskia potrerilloana (Borhidi & O.Muñiz) Borhidi, 1983: Cuba.
- Karwinskia rocana (Britton & P.Wilson) Urb., 1924: Cuba.
- Karwinskia rzedowskii R.Fernández, 1988: Mexico (Durango to Jalisco).
- Karwinskia subcordata Schltdl., 1842: Mexico (Querétaro, Hidalgo).
- Karwinskia tehuacana R.Fernández & N.Waksman, 1993: Mexico (Puebla, Michoacán).
- Karwinskia umbellata (Cav.) Schltdl., 1842: Trung và tây nam Mexico.
- Karwinskia venturae R.Fernández, 1988: Trung Mexico (tới Guerrero).